# Dipelicus fastigatus
Dipelicus fastigatus är en skalbaggsart som beskrevs av S. Endrödi 1969. Dipelicus fastigatus ingår i släktet Dipelicus och familjen Dynastidae. Inga underarter finns listade i Catalogue of Life.